# Agapetes macrophylla
Agapetes macrophylla là một loài thực vật có hoa trong họ Thạch nam. Loài này được C.B.Clarke mô tả khoa học đầu tiên năm 1881.